# Biglia

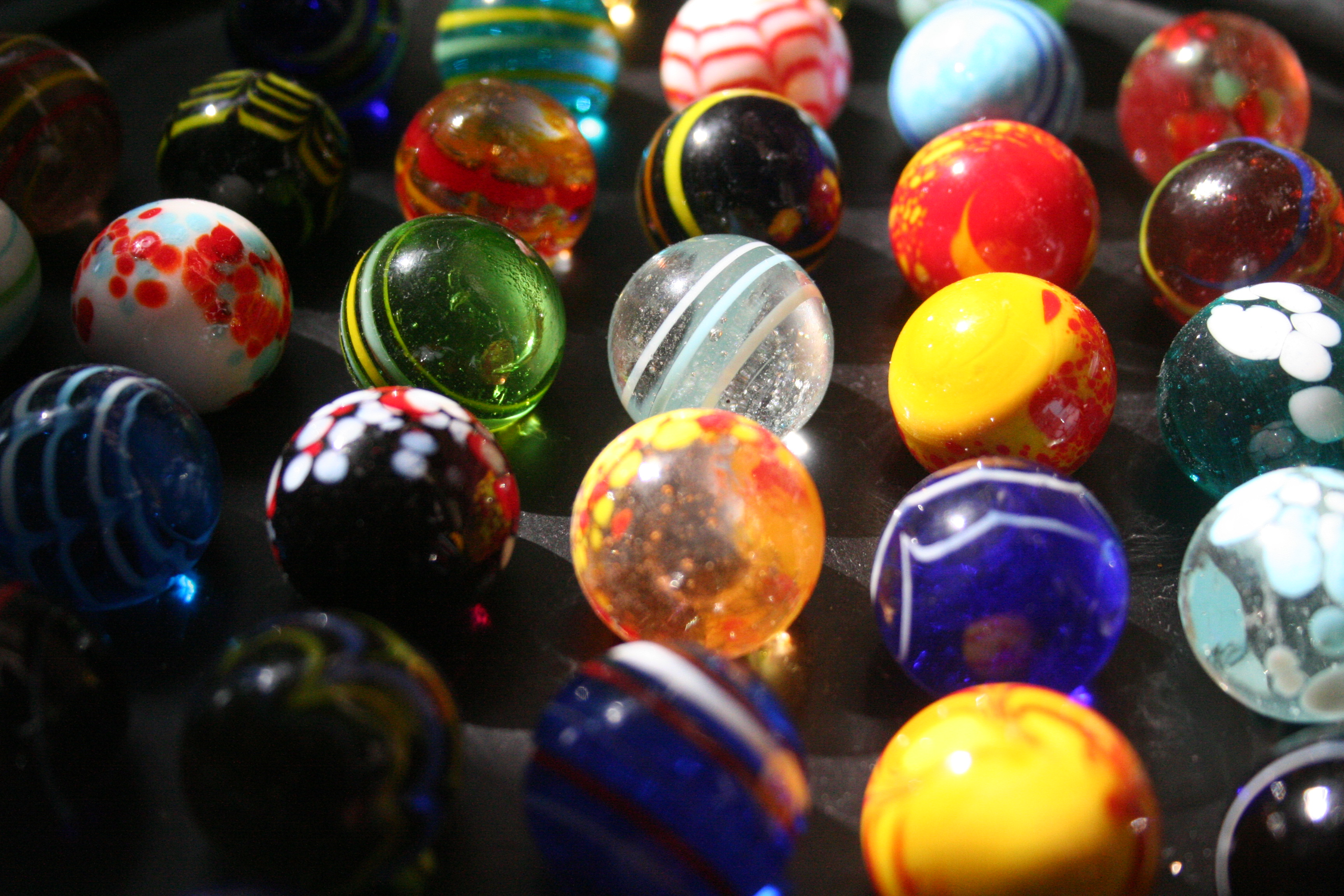
Biglie di vetro

Per biglia (o bilia) si intende una sfera o palla da gioco di materiale duro - nel Novecento, prevalentemente di vetro o pietre dure. 

## Nel biliardo
Tipiche quelle utilizzate nel gioco del biliardo (il cui nome deriva proprio da queste). Il materiale tradizionale era l'avorio, oggi sono leghe plastiche speciali. Il gioco si svolge su un tavolo specificatamente costruito, costituito da un piano ricoperto di panno verde, delimitato da sponde, in alcuni casi provvisto di 6 buche. La palla è posta in movimento con l'ausilio di una stecca o a mano libera.

## Nei giochi dei bambini
Biglia (o bilia) è anche una qualunque sfera delle dimensioni tra 1 e 1,54 cm circa, usata in vari giochi, ad esempio per corse su pista o per centrare buche per terra o biglie avversarie. Con le biglie di queste dimensioni si gioca anche a bocce. Il materiale più usato per le biglie era (ed è ancora) il vetro, generalmente colorato in varie tonalità; tuttavia venivano usate anche di acciaio (spesso derivanti da grossi vecchi cuscinetti a sfere), di osso e, più raramente, di coccio.
I giochi con le biglie erano molto praticati in passato, quando i bambini giocavano all'aria aperta ed avevano a disposizione spazi sterrati in cui costruire le piste o le buche. Oggi sopravvivono più che altro nelle spiagge, o in qualche riedizione tecnologicamente evoluta.
Il movimento è ottenuto in due modi diversi:
- per le corse in pista: con un movimento rapido del dito indice o medio contrapposto al pollice (schicchera o piffetto in alcuni dialetti)
- per il lancio aereo: con un movimento rapido del pollice contrapposto al medio e con l'indice d'appoggio. Tale lancio poteva avere come bersaglio la buca o la biglia di un concorrente.

### Gioco del "Gallo"
Si disegnava un cerchio per terra e dal centro del cerchio, una linea abbastanza lunga. I giocatori puntavano un certo numero di biglie che venivano allineate; la prima a sinistra era “il gallo”, ed era posizionata nel centro del cerchio (di solito un "biglione", che valeva, a seconda della dimensione, 5 o 10 biglie); le altre si mettevano una dietro l'altra a partire dall'incrocio del cerchio con la linea. Questa biglia si chiamava "vice" o "vice gallo". Poi da una certa distanza convenzionata, dopo il sorteggio, ogni giocatore “tirava” una biglia contro la fila e si guadagnava tutte le biglie che si trovavano sulla destra all'arco, formato dalla biglia tirata. Era molto importante la mira. Spesso si puntava sul “gallo” perché voleva dire guadagnare tutte le biglie.

### Gioco del "Triangolo"
Si disegna sul terreno, o sull'asfalto con un gessetto, la figura di un triangolo equilatero di 10-15 cm di lato. Al suo interno si inserisce "la posta": il numero di biglie che si vogliono giocare. I giocatori, che devono essere distanti dal triangolo non meno di tre metri, prendono una biglia più grande e a turno devono cercare di avvicinarsi il più possibile al triangolo, ma non lo devono attraversare. Quello che si avvicina di più ha diritto al primo tiro, e così via gli altri. A questo punto, i giocatori hanno l'obiettivo di attraversare il triangolo con la biglia - senza che questa rimanga all'interno del triangolo, pena l'esclusione dal gioco - cercando di buttare fuori le biglie messe in "posta" all'interno del triangolo. Durante questo attraversamento, la biglia del giocatore non deve però andare poi a toccare quella degli altri concorrenti, che sta fuori dal triangolo (pena è l'esclusione nel caso vada a toccarne una che non abbia ancora attraversato il triangolo). Se si riesce quindi a buttare fuori una o più biglie, si ha diritto a continuare nei tiri. Vince chi butta fuori dal triangolo più biglie degli avversari.

## Nei giochi in spiaggia
Una variante molto diffusa del gioco delle biglie su pista è il gioco delle biglie su sabbia. In questo caso le biglie sono di plastica, più grandi rispetto alle tradizionali biglie di vetro, e spesso al loro interno sono stampate immagini di ciclisti, automobili o personaggi di animazione.
Dal 2005, l'Assessorato allo Sport di Rimini organizza il campionato mondiale di Cheecoting (altro nome per identificare il gioco di biglie su spiaggia).
Dal 2009, L'Assessorato allo Sport del Comune di Ravenna patrocina un Campionato di Biglie, organizzato dall'Associazione Sportiva Dillentantistica Centathlon che prevede, oltre alle classiche tappe su sabbia durante la stagione estiva, anche delle gare di biglie sulla neve durante la stagione invernale.
La prima tappa, valevole per un campionato mondiale di biglie sulla neve, si è disputata a Nauders in Austria l'11 dicembre 2010. Il secondo campionato si è svolto il 17 dicembre 2011, sempre a Nauders.